# Liste des souverains de Mingrélie
Cet article présente la liste des ducs et des princes de Mingrélie, une région de Géorgie occidentale.

## Historique

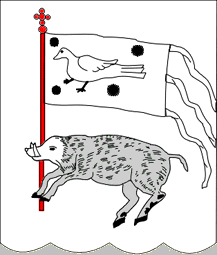
Armoiries de la principauté de Mingrélie

La Mingrélie apparaît en tant que duché au XIIe siècle, né de l'unification des comtés de Bedia, Egrissi et Odichi, dirigés par la famille Vardanisdze. Au fil des années, ces ducs, appelés Dadian (დადიანი), gagneront de la puissance et accèderont à une indépendance de facto vis-à-vis de leurs suzerains, les rois d'Iméréthie, en 1491.
Les siècles suivants seront dominés par une guerre civile entre les princes de Gourie, de Mingrélie et les autorités centrales de Koutaïssi. Celle-ci portera au trône d'Iméréthie un roi (Vameq III), mais causera la perte de l'Abkhazie (XVIIe siècle). En 1691, la famille Tchikovani prend à son tour le pouvoir et poursuit une politique pro-russe à partir du début du XIXe siècle, ce qui mène à l'annexion de la principauté à la Russie impériale en 1867.

## Liste

### Dadian (première dynastie)

#### Les ducs d'Odichi
- v. 1183 - 1213 : Vardan II, duc de Bedia, d'Egrisi et d'Odishi
- v. 1220 : Djouancher, fils du précédent
- v. 1250 : Vardan III, fils du précédent
- v. 1260 : Tsotne, fils de Djouancher
- 1320 - 1323 : Georges Ier, fils du précédent
- 1323 - 1345 : Mamia Ier, fils du précédent
- 1345 - 1384 : Georges II, fils du précédent
- 1384 - 1396 : Vameq Ier, fils du précédent
- 1396 - 1414 : Mamia II, fils du précédent
- 1414 - 1470 : Liparit Ier, fils du précédent
- 1470 - 1474 : Shamadavle, fils du précédent
- 1474 - 1482 : Vameq II, fils de Mamia II
- 1482 - 1491 : Liparit II, fils de Samsan ud-Daoula

#### Les princes indépendants
- 1491 - 1512 : Liparit II
- 1512 - 1532 : Mamia III, fils du précédent
- 1532 - 1546 : Léon Ier, fils du précédent
- 1546 - 1574 : Georges III, fils du précédent (1re fois)
- 1574 : Mamia IV, fils de Léon Ier (1re fois)
- 1574 - 1582 : Georges III (2e fois)
- 1582 - 1590 : Mamia IV (2e fois)
- 1590 - 1611 : Mamouka Ier, fils de Léon Ier
- 1611 - 1657 : Léon II, fils du précédent
- 1657 - 1658 : Liparit III, fils ou petit-fils de Mamouka Ier
- 1658 - 1661 : Vameq III, petit-fils de Léon Ier
- 1661 - 1681 : Léon III, petit-fils de Mamouka Ier
- 1681 - 1691 : Léon IV, fils du précédent

### Tchikovani

#### Les princes indépendants
- 1691 - 1715 : Georges IV Tchikovani, prince de Salipartiano
  - 1704 - 1710 : Katsia Ier, fils du précédent (prince associé)
- 1715 - 1728 : Bejan, prince de Letchkhoumi (1700-1715), fils de Georges IV
- 1728 - 1757 : Otia, fils du précédent
- 1757 - 1788 : Katsia II, fils du précédent
- 1788 - 1791 : Grigol, fils du précédent (1re fois)
- 1791 - 1793 : Mamouka II, fils de Katsia II
- 1793 - 1794 : Tariel, fils de Katsia II (1re fois)
- 1794 - 1802 : Grigol (2e fois)
- 1802 : Tariel (2e fois)
- 1802 - 1803 : Grigol (3e fois)

#### Protectorat russe
- 1803 - 1804 : Grigol
- 1804 - 1840 : Léon V, fils du précédent
- 1840 - 1853 : David, fils du précédent
- 1853 - 1867 : Nicolas, fils du précédent

### Titre de courtoisie à la cour russe
- 1867 - 1903 : Nikolaoz Davidovitch Dadiani-Mingrelinski
- 1903 - 1917 : Nikolaoz Nikolaïevitch Dadiani-Mingrelinski, fils du précédent

### Prétendants au trône
- 1917 - 1919 : Nicolas (II)